# Balqaş (stad)
Balqaş (Kazachs: Балқаш Қ.Ә.; Russisch: Балхаш, Balchasj) is een Kazachse - met district gelijkgestelde - stad in de oblast Karaganda. Balqaş en randgebied telt circa 80.000 inwoners; 60% van de bevolking is Kazachs, 31% Rus.
De stad werd gesticht voor de ontginning van kopervoorraden. Ze is gelegen aan het gelijknamige meer, aan de Europese weg 125 en heeft een spoorwegstation en een nationale luchthaven.

## Geschiedenis
Op 11 april 1937 werd een kleine nederzetting, gebouwd in samenhang met de constructie van een koperfabriek, door een besluit van het Centraal Comité van de Kazachse SSR getransformeerd tot de stad Balqaş. Tijdens de Tweede Wereldoorlog was het grootste deel van de mannen in militaire dienst, ze werden in de kopersmelterij vervangen door vrouwen.
Na de oorlog namen Japanse krijgsgevangenen deel aan de verdere uitbouw van de stad. Ze bouwden onder andere het "Paleis van metallurgisten" en het vliegveld.
Na het uiteenvallen van de Sovjet-Unie tussen 1992 en 1996, beleefde de stad een acute crisis. Dit kwam tot uiting door stroomuitval, slecht functionerende stadsverwarming en steeds weer onderbroken productie in de koperfabriek. Bij datsja's werden extra groenten geteeld om te kunnen overleven. Tegen het begin van de 21e eeuw stabiliseerde de economie van de stad en het land. In de stad werd een nieuwe wijk gebouwd, de zogenoemde Canadese huizen. Scholen en medische faciliteiten begonnen weer normaal te functioneren.

## Bestuur
Na de benoeming van voormalig burgemeester Kadyrzhan Tejljanova tot voorzitter van de visserij-afdeling van het Ministerie van Landbouw van Kazachstan, werd Nurlan Erikbajevich Aubakirov (geboren 29-12-1975) op 29 mei 2012 burgemeester.
Het stadsbestuur van Balqaş bestuurt ook de stadjes en dorpen Sayak (3600 inwoners), Gulshat en Chubar-Tubek (625 inwoners). In mei 1997 verschoof de stad door een grenswijziging van de regio Dzjezkazgan naar de Oblast Karaganda.

## Bevolking
De bevolking telt circa 80.000 inwoners (2019). De bevolking bestaat voor 65% uit Kazachen, voor 25% uit Russen, 2% Oekraïners, 1,5% Duitsers, 1,5% Koreanen en 1,5% Tataren.
In de 21e eeuw is het aantal Russen flink afgenomen, wat werd gecompenseerd door instroom van Kazachen uit landelijke gebieden.

## Economie
Balqaş is een belangrijk centrum voor non-ferrometallurgie in Kazachstan. Milieuproblemen zijn een risico. De metallurgische combinatie stort zijn afval op 300 meter afstand van het meer. Volgens experts geraken jaarlijks 25.000 ton zware metalen in het meer. In de laatste 25 jaar van de 20e eeuw zou de waterstand bovendien met 36 cm zijn gedaald, vooral door het onttrekken van water uit de belangrijkste aanvoerrivier de Ili.
In 1967 werd op de Londense Internationale tentoonstelling koper uit Balqaş erkend als de wereldstandaard voor koper.
De afname van de extractie-volumes van zink, zilver en goud is te wijten aan het lage percentage van deze metalen in het erts. Daling van de productie van sieraden wordt daarnaast veroorzaakt door een afname van de vraag.
Er zijn ook ondernemingen in de visserij- en vleesindustrie gevestigd.

## Klimaat

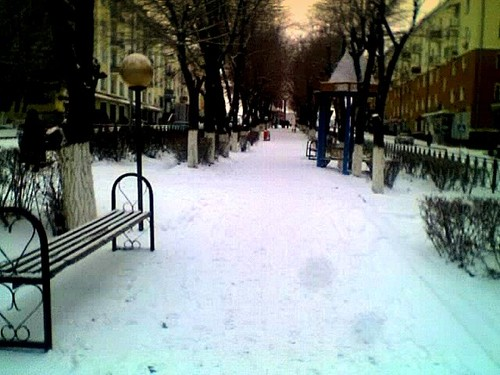
Winter in Balqaş. Straat in het centrum.

Balqaş heeft een koud steppeklimaat met warme zomers en koude winters. De gemiddelde maximumtemperatuur overdag is in januari −8,5 °C, in juli 29,7 °C. Het nachtelijk minimum ligt in januari en februari rond −17 °C. De neerslaghoeveelheid bedraagt normaal 140 mm per jaar. De droogste maand is september met 4 mm, het minst droog is november met 16 mm. Het aantal zon-uren bedraagt ruim 3000 per jaar.

## Geboren
- Joeri Lontsjakov (1965), Russisch kosmonaut

## Galerij

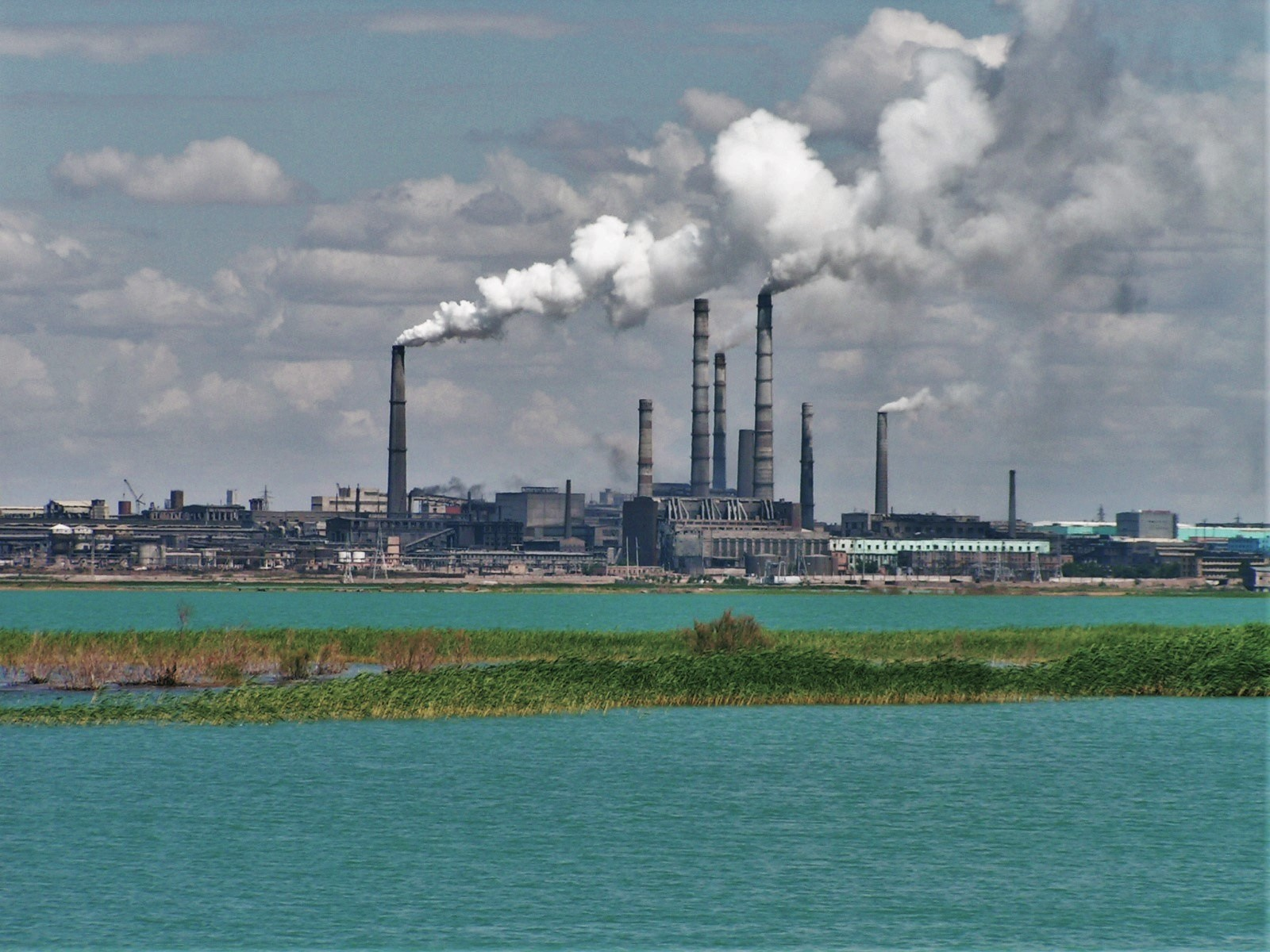
Kopersmelterij, 2007
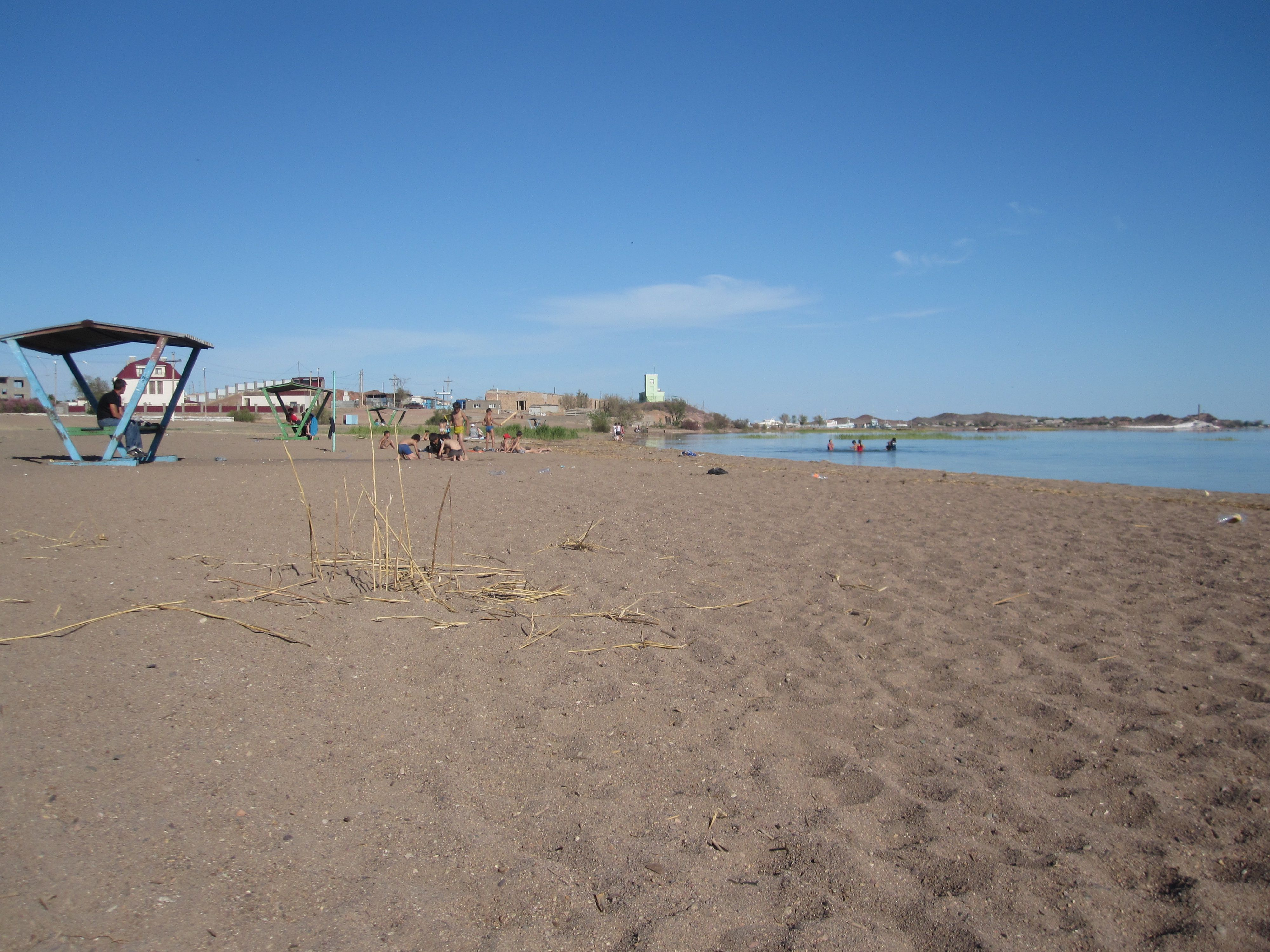
Aan het meer, stadstrand.
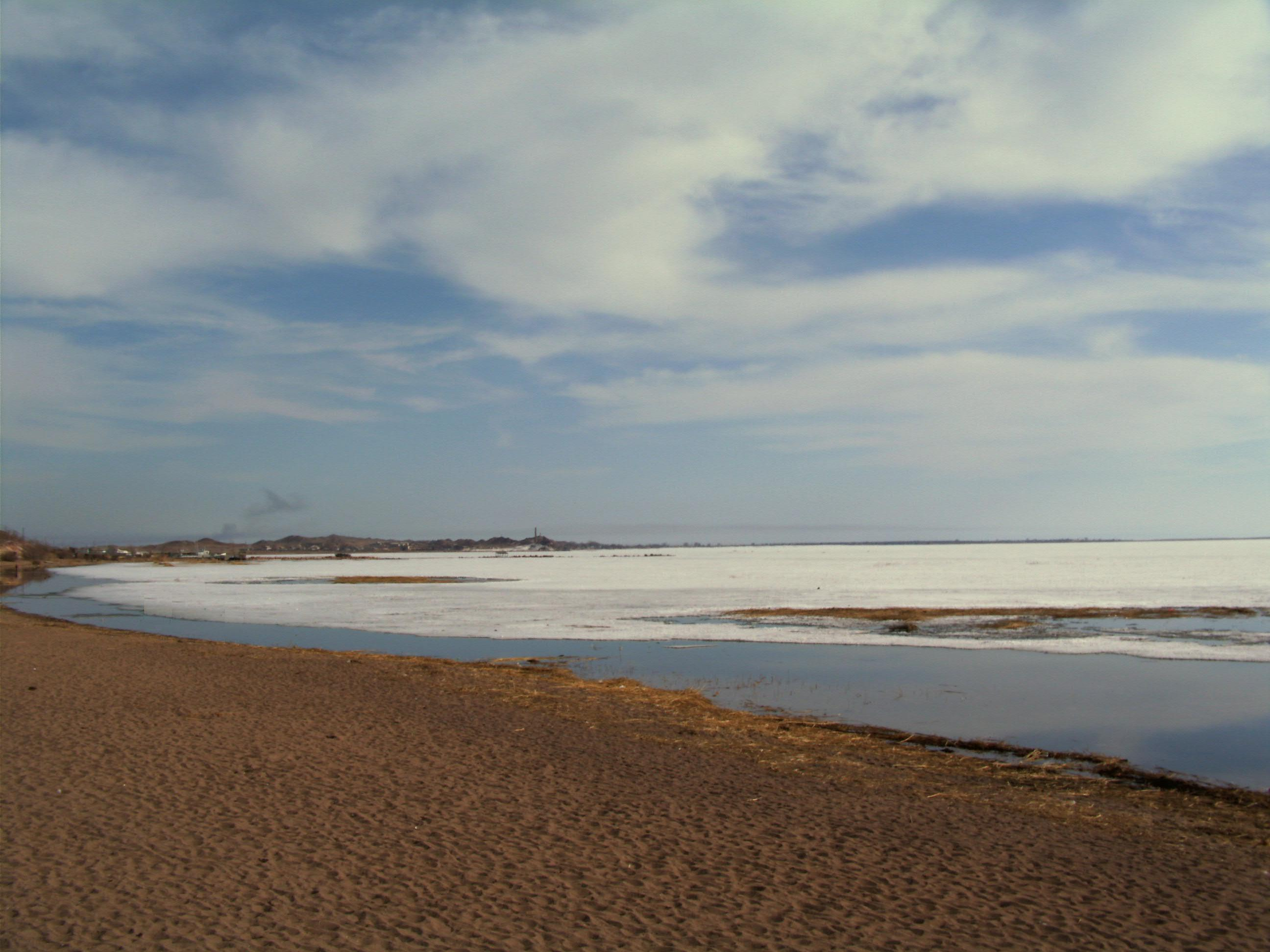
Strand in het voorjaar, maart 2008.

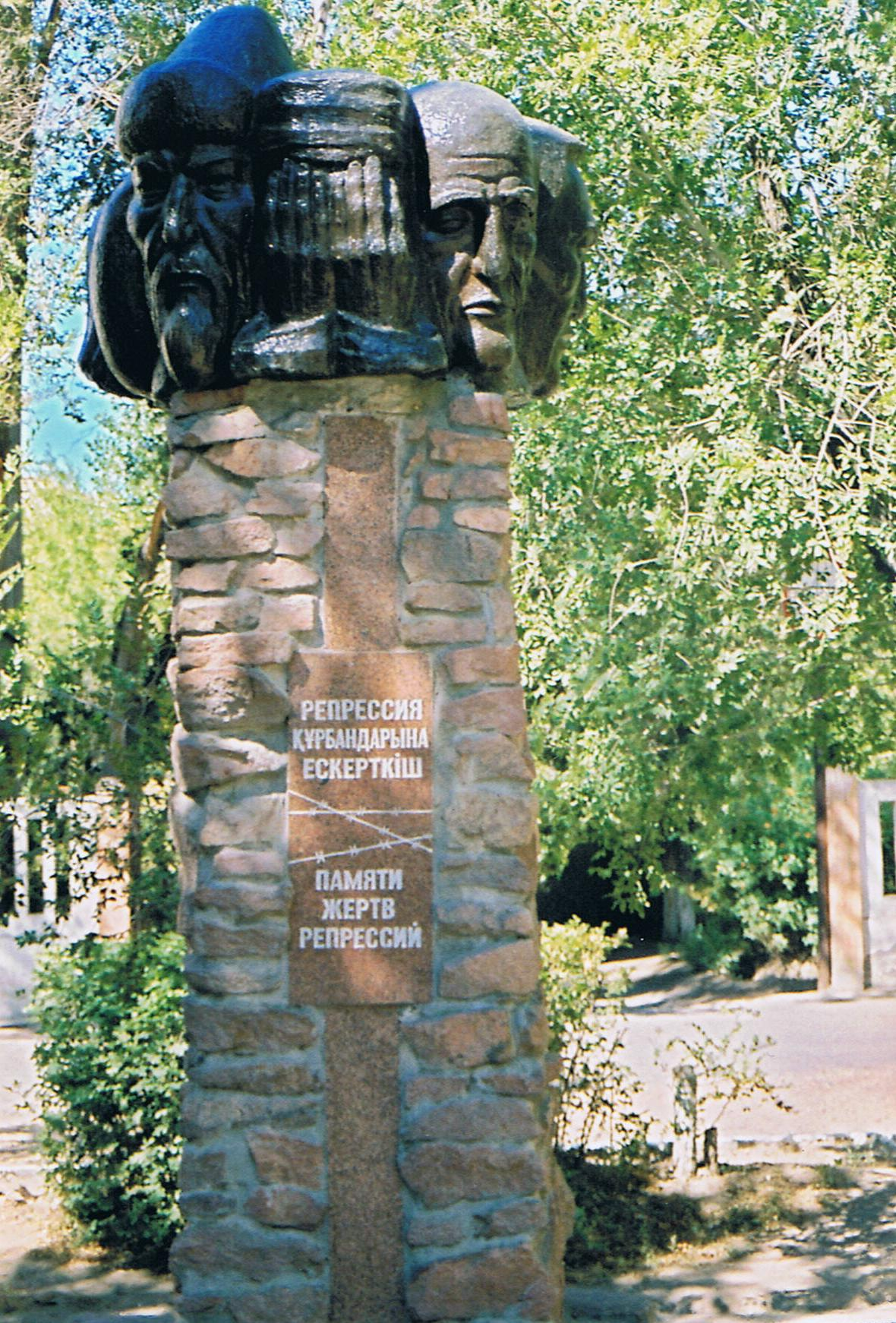
Monument voor slachtoffers van onderdrukking